# Jalal-ad-Din Mangubertí
Jalal-ad-Din Manguberti, Mangubirti, Mangüberti, Mankubirti o Minguburnu (en farsi: جلال الدین منکبرنی) fou xa de Coràsmia, fill de Muhàmmad de Coràsmia i darrer sobirà de la Dinastia Anuixtigínida.

## Antecedents
La capital dels xas de Coràsmia s'havia instal·lat a Samarcanda el 1212 i després a Urjend, prop de Khivà. No hi havia una força de clan o ètnica darrere el sultà, i les poblacions eren heterogènies i l'imperi no s'havia consolidat. L'exèrcit el formaven mercenaris reclutats aquí i allà, especialment entre les tribus turques dels oghuz i els qanqli de l'estepa kirguís. La família reial estava dividida: la reina mare Turkan-khatun, mare de Muhàmmad de Coràsmia, detestava al seu net Djalal al-Din, el fill preferit de Muhammad. Aquest darrer volia erigir-se en un campió de l'islam contra els mongols pagans, i cridava a la guerra santa, però estava enfrontat amb el califa de Bagdad i el califa an-Nàssir (1180-1225) el considerava el seu pitjor enemic i preferia als mongols, Fins i tot a Transoxiana, Muhammad s'havia guanyat l'hostilitat del clergat musulmà quan el 1216 va fer executar al xeic Medjd al-Din al-Bagdhdí de l'orde religiós dels sufites kubrawis.

## Guerra amb els mongols
La guerra amb els mongols era inevitable i la iniciativa fou de Coràsmia quan van detenir a una caravana mongola a Otrar a la frontera en la que viatjaven només comerciants musulmans i l'enviat mongol Uquna; els comerciants van ser assassinats per orde del governador local Inatxiq conegut pel seu títol de Qadir khan. Genguis Khan va demanar reparacions i no li foren donades i llavors va atacar per Otrar, mentre una altra divisió sota comandant de Djoci,el fill gran de Genguis va baixar pel Sirdarià i va ocupar Sighnaq (prop de la moderna ciutat de Turkestan) i Jend (porop de la moderna Perovsk);el mateix Genguis Khan amb el seu fill Tului va avançar cap a Bukharà on va arribar el febrer de 1220; la guarnició turca va intentar escapar, però fou descoberta i massacrada. La població es va rendir (10 o 16 de febrer de 1220). De Bukharà Genguis Khan va avançar cap a Samarcanda on se li van unir Txagatai i Ogodei que acabaven de conquerir Otrar. Un intent de sortida dels defensors va acabar en desastre i al cap de cinc dies la ciutat es va rendir (març de 1220). A l'abril de 1220 fou conquerida la vella capital, Urgendj (Gurgandj) prop de Khiva, després d'un setge dirigit per Djoci i Txagatai, als que cap al final va anar a ajudar Ogodei. La ciutat fou destruïda fent passar per damunt de la població les aigües del riu Amudarià. Muhammad va fugir a Balkh i d'allí cap al Khorasan occidental refugiant-se a Nixapur primer i després a Qazwin. Genguis va enviar en persecució seva als general Djebé i Subotai. Balkh va obrir les portes als mongols i fou perdonada rebent un governador, però Muhammad ja havia sortit de la ciutat. Nixapur també es va rendir i va enviar una delegació i Djebé anava despresa i no es va aturar acceptant la submissió. Subotai en canvi va saquejar Thus, Damghan i Semnan. Els dos generals van arribar a Ray (Rayy, Rai, Reyy, Reiy) on van massacrar a tots els homes i van fer esclaus a dones i criatures. Van passar al costat de Hamadan i finalment van atrapar a Muhammad a Qarun, però aquest va fugir al darrer moment. Muhammad es va refugiar a un illot de la mar Càspia enfront d'Abeskun on va morir de cansament el desembre del 1220. Inicialment havia designat hereu al seu fill més jove Kutb al-Din Uzlagh Shah però poc abans de morir va canviar el seu testament i va nomenar Djalal al-Din.

## Primeres campanyes de Jalal-ad-Din
Djalal al-Din es va dirigir als territoris que antigament li havien estat atribuïts, corresponents al modern Afganistan. Mentre Genguis Khan va creuar l'Amudarià el 1221 cap a l'Afganistan i Khorasan perseguint a les forces del xa de Coràsmia. Balkh fou ocupada i tot haver-se sotmès, fou destruïda i cremada i els habitants massacrats. Al Khorasan Genguis Khan va enviar el seu fill Tului que va ocupar per capitulació la ciutat de Merw on la major part de la població fou assassinada (febrer del 1221). Després Tului va anar cap a Nixapur i va conquerir la ciutat (10 d'abril de 1221) i la va destruir. La vídua de Toqutxar va presenciar la matança; per evitar simulacions els caps dels assassinats foren tallats i es van fer piràmides de caps humans. Fins i tot els gossos i gats van ser morts. Pop de Thus, els mongols van destruir el mausoleu del califa Harun ar-Raixid. Després Tului es va dirigir contra Herat, on la guarnició romania lleial al xa de Coràsmia, però on la població civil va obrir les portes als mongols; aquesta vegada els soldats foren massacrats però es va respectar la vida dels civils. Tului es va reunir amb Genguis Khan a Talikan, on també van arribar Txagatai i Ogodei que venien d'ocupar Urgendj. Talikan fou destruïda i Genguis va travessar l'Hindu Kush per anar a assetjar Bamian.
Djalal al-Din Manguberti va poder creuar un cordó de tropes mongoles a Nish (Nissa) arribant a Gazni on va poder reconstituir un exèrcit. Va derrotar a un cos de l'exèrcit mongol dirigit per Chigi-qutuqu a Perwan (o Parwan) al nord de Kabul i nord-est de Carikar, i Genguis Khan va voler venjar la derrota del seu general i va avançar cap a Gazni, on Djalal al-Din no el va esperar; la ciutat no va oferir resistència, i Genguis Khan, volent perseguir a Djalal al-Din, la van deixar en pau de moment, retardant per més tard la seva destrucció. Finalment va atrapar a Djalal al-Din a la vora del riu Indus i el va derrotar totalment (24 de novembre de 1221) però Djalal va poder travessar el riu armat, tot i una pluja de fletxes i llances que intentaven matar-lo, i va poder refugiar-se a la cort del soldà de Delhi (desembre de 1221). Sobre sol indi no fou perseguit fins al 1222 quan un destacament dirigit pel noble (noyan) djalair Bala, va arribar en missió de reconeixement fins a Multan, però es van retirar per causa de la calor. La família de Djalal al-Din va caure en mans dels mongols que van matar a tots els mascles.
Mentre la derrota mongola a Perwan havia encoratjat la resistència, Genguis Khan va retornar a Gazni on va matar a tota la població excepte com sempre als artesans que podien ser enviats a Mongòlia. Herat, que després de la batalla de Perwan s'havia revoltat (novembre del 1221), va ser assetjada pel general mongol Aldjigidai que la va ocupar després de sis mesos (14 de juny de 1222); tota la població fou degollada i aquesta feina va ocupar una setmana. A Merw els retornats a la ciutat van cometre la bogeria de matar el prefecte deixat per Tului, un persa, i proclamar a Djalal al-Din, i el general Chigi-qutuqu va anar a la ciutat i va matar fins al darrer habitant amb gran minuciositat. Fins i tot els mongols van fer veure que se n'anaven i es van amagar no gaire lluny, i quan els que s'havien pogut amagar sortien, foren sorpresos pels mongols i morts com la resta.

## Restauració de l'Imperi Corasmi
Una vegada a l'Índia, Djalal al-Din va fer campanya contra Nasir al-Din Kubača sobirà del Sind i va intentar una aliança amb Shams al-Din Iltemish, sultà de Delhi (1222); a l'Índia va romandre emn total tres anys. El 1224 es va dirigir a l'Iraq Adjemí on el seu germà Ghiyath al-Din Pirshah s'havia establert (hivern del 1221 al 1222) i governava Hamadan, Esfahan i altres ciutats (era de fet un principat al Djibal). Djalal va avançar cap a Kirman on va confirmar a Burak Hadjib que havia usurpat el poder; després va seguir cap a Fars on es va casar amb una filla de l'atabeg Sad. Llavors va arribar a l'Iraq Adjemí on ràpidament va fer vassall al seu germà que va quedar en posició secundària (hivern del 1224 al 1225). Va passar l'hivern al Khuzestan on les seves tropes es van enfrontar a les del califa abbàssida an-Nàssir. El 1225 va anar cap a l'Azerbaidjan on va enderrocar a Muzaffar al-Din Uzbeg fent entrada a Tabriz el 25 de juliol de 1225. Tot seguit va marxar contra Geòrgia i va conquerir Tbilisi el 9 de març de 1226 després de vèncer a la batalla de Garní en agost o setembre de 1225.
El 1226 Djalal al-Din era al Caucas, i Burak Hadjib de Kirman es va revoltar contra ell. En disset dies Djalal va anar entre Tbilisi i Kirman, però Burak es va mostrar conciliador i alhora va adoptar fortes mesures defensives, i Djalal al-Din va retornar a l'oest on va assetjar Akhlat, possessió del soldà aiúbida de Damasc al-Ashraf ibn al-Adil (1229-1237), el dia 7 de novembre de 1226, però es va haver de retirar a causa del fort fred que feia.
El 1227 els mongols es van presentar a Pèrsia i Djalal al-Din els va presentar batalla a les portes d'Esfahan i encara que no els va derrotar, els atacants van patir tantes baixes que es van retirar cap a l'altre costat de l'Oxus. El 1228 Ghiyath al-Din es va enfrontar al seu germà i fou expulsat dels seus dominis i es va refugiar al Kirman; la seva mare es va haver de casar amb Burak Hadjib per força, però al cap de poc mare i fill foren acusats de conspiració contra Burak i executats.
El 1229 Djalal al-Din va fer una altra campanya a Geòrgia i l'agost d'aquest any va anar a assetjar altre cop Akhlat. El 2 d'abril de 1230 va entrar a aquesta ciutat (situada al nord-oest del llac Van). Al-Ashraf es va aliar al soldà de Rum o Konya, Ala al-Din Kaykubad I, i junts van derrotar a Djalal al-Din prop d'Erzindjan (agost del 1230) i es va haver de retirar cap a l'Azerbaidjan. Justament el 1230 Ogodei havia enviat a Pèrsia un exèrcit de 30000 homes per fer front a la inesperada restauració del xa de Coràsmia; aquest exèrcit estava sota la direcció del general i noble Txormaghan. L'hivern del 1230 al 1231 els mongols van arribar a l'Iran pel Khorasan i Rayy, i es van dirigir de dret a l'Azerbaidjan abans que Djalal al-Din, que generalment vivia a Tabriz, pogués reunir les seves forces. Djalal es va esverar i va fugir cap a la plana del Mukan, i cap a l'Arran, prop de la desembocadura dels rius Araxes i Kura (Geòrgia), i d'allí va passar al Diyarbakır, perseguit pels mongols; atacat de nit pels mongols prop d'Amida (7 d'agost de 1231), va fugir cap a Mayyafarikin i a les muntanyes d'aquest regió fou obscurament assassinat per un camperol kurd (15 d'agost de 1231).

## Coràsmides
Txormaghan va restar deu anys al front de l'exèrcit mongol acampat al nord-oest de Pèrsia. Molts van refusar creure en la mort de Djalal i en anys següents alguns aventurers van utilitzar el seu nom sense cap èxit. Els seus soldats i fidels van romandre organitzats i es van retirar a Al-Jazira i Síria i per uns anys es van fer dir els coràsmides. El sultà aiúbida As-Sàlih Ayyub ibn al-Kàmil els va llogar com a mercenaris contra el seu oncle As-Sàlih Ismaïl ibn al-Àdil, i van prendre part a la conquesta de Jerusalem el 1244. Més tard encara van servir sota els mamelucs.